# Liste der Bodendenkmale in Güsten
In der Liste der Bodendenkmale in Güsten  sind alle Bodendenkmale der Stadt Güsten in Sachsen-Anhalt und ihrer Ortsteile aufgelistet. Grundlage ist die Veröffentlichung der Landesdenkmalliste mit Stand vom 25. Februar 2016.  Die Baudenkmale sind in der Liste der Kulturdenkmale in Güsten aufgeführt.
| Denkmal-ID | Fundart             | Ortsteil    | Bezeichnung                     | Zeitstellung | Lage                                                                                  | Bemerkungen | Bild |
| ---------- | ------------------- | ----------- | ------------------------------- | ------------ | ------------------------------------------------------------------------------------- | --- | ---- |
| 428310113  |                     | Amesdorf    | kein OBD!                       | undatiert    | „Sandberg“, Ortsausgang ()                                                            | Anhöhe im Gelände, Boden kiesig/humos. Vermutlich befinden sich auf dem Berg Siedlungsspuren oder Gräber. |      |
| 428310114  | besonderer Stein    | Amesdorf    | Steinkreuz                      | undatiert    | im Ort (Friedhof), umgesetzt, früher östl. der Straße Warmsdorf – Schackenthal (Lage) | Auf den Friedhof umgesetzt. Davor östl. der Straße Warmsdorf – Schackenthal. Buntsandstein, ein Kreuzarm fehlt. Umsetzung soll 1983/84 erfolgt sein.                                                              |      |
| 428310115  | besonderer Stein    | Güsten      | Menhir „Guddenstein“            | undatiert    | im Ort, „Guddenstein“/„Gudenerstein“, an der B185 (Lage)                              | Soll bis vor ca. 70 Jahren aufrecht gestanden haben. Vermutlich Menhir; auch „Speckseite“ genannt. (vgl. Aschersleben). 970 „Guddenstein“ 1278 „Guzsten“ 1373 „Güsten“ (heutiger Ortsname)                        |      |
| 428311145  | Befestigung > Wall  | Osmarsleben | Burgwall „Burgstall“ – kein OBD | Mittelalter  | westlich vom Ort ()                                                                   | Eingeebnet? Keine Hinweise im hist. Mbl., vor Ort nicht lokalisierbar |      |
| 428310112  | Befestigung > Burg  | Warmsdorf   | Wasserburg, überbaut            | undatiert    | im Ort (Lage)                                                                         | Einige Bereiche des Wassergrabens noch vorhanden. Bebauung größtenteils in sehr schlechtem Zustand. Die meisten Gebäude sind abbruchreif.                                                                         |      |
| 428310111  | Grabmal > Grabhügel | Warmsdorf   | Grabhügel?                      | undatiert    | „Warmsdorfer Hügel“ (Lage)                                                            | Sehr großer markanter Hügel im sonst flachen Gelände. Am Hügelfuß vereinzelt kleinere Keramikreste vorhanden. Ein früherer ehrenamtlich Beauftragter soll im und am Hügel archäologische Funde ausgegraben haben. |      |